# Pagine chiuse
Pagine chiuse est un film italien réalisé par Gianni Da Campo et sorti en 1969.

## Synopsis
Les parents du jeune Luciano Mainardi, onze ans, sont sur le point de divorcer. À la suite d'une décision de son père, Luciano effectue sa scolarité dans un pensionnat religieux. Privé de l'affection de sa mère, l'enfant ne s'adapte guère à son nouvel environnement. Il se renferme sur lui-même et ne s'attache à aucun autre élève. Silencieux et muré dans sa souffrance, l'enfant subit, en outre, les réprimandes des prêtres uniquement préoccupés du strict respect des règles de discipline.

## Fiche technique
- Titre original : Pagine chiuse (littéralement : Pages fermées)
- Réalisation : Gianni Da Campo
- Scénario : G. Da Campo, Laura Borin, Margherita Borin
- Photographie : Livio Sposito
- Format : Noir et blanc - 1,85 : 1
- Son : Gilles Barberis - Mono
- Musique : Gianni Casciello
- Montage : Mario Gargiulo, Valerio Zurlini
- Production : Istituto Luce
- Pays d'origine :  Italie
- Durée : 90 minutes
- Sortie : 1969
- Présenté à la Semaine de la critique au Festival de Cannes 1969

## Distribution
- Duilio Laurenti : Luciano Mainardi
- Silvano De Manari
- Maria Gazziola
- Luigi Nadali
- Giorgio Da Ros

## Commentaire
Pagine chiuse (Pages fermées) demeure un film méconnu et son auteur est un « marginal absolu ». Présenté à la Semaine de la critique à Cannes en 1969, le film a été redécouvert à la Mostra de Venise en 2012 dans une version restaurée par la Cineteca del Friuli. 
Situé dans l'arrière-pays vénitien, Pagine chiuse observe d'une façon audacieuse la difficile scolarité d'un enfant coupé de ses racines familiales. En outre, il s'agit d'une œuvre à caractère autobiographique. Le film pourrait être, a priori, une confession intime sur les souffrances d'une adolescence blessée et révoltée, comme l'était Les Quatre Cents Coups de François Truffaut. Mais, selon Raffaele Meale, Pagine chiuse - tourné entre janvier et décembre 1966, c'est-à-dire deux ans avant la contestation estudiantine européenne - constitue incontestablement une attaque frontale contre l'hypocrisie du système éducatif religieux catholique, plus proche en cela du Zéro de conduite de Jean Vigo. L'œuvre de Gianni Da Campo se démarque nettement, cependant, du film à thèse. « L'auteur a choisi de poser sur son personnage un regard neutre - expression d'une sensibilité d'écorché vif qui jugerait obscène toute insistance émotionnelle [...] », écrit Jacques Lourcelles qui compare cette réussite, obtenue au prix de modestes moyens, aux romans d'Emmanuel Bove. 
Pagine chiuse parut hérétique en son temps et fut vite rangé dans un tiroir, fait remarquer Raffaele Meale. « J'ai réalisé ce film afin d'exposer les traumatismes qu'une éducation catholique avant le Concile Vatican II a pu engendrer chez de nombreux êtres humains. Dans les années 1950, le catholicisme était le paradigme de la violence, le déshonneur et la tyrannie. Le film décrit des curés insensibles qui parle du Christ et ne le connaissent pas », dit, à ce moment-là, le réalisateur.